# Górniańskie Łąki
Górniańskie Łąki – Pierwszy w kraju prywatny rezerwat przyrody. Zakupiony w roku 1991 od miasta Hajnówki przez Północnopodlaskie Towarzystwo Ochrony Ptaków | oraz okolicznych rolników. W latach 2004–2009 przekazane w zasób Lasów Państwowych (Nadleśnictwo Hajnówka). Dzisiaj jest to użytek ekologiczny, jako nowy oddział Puszczy Białowieskiej.

## Położenie
Obszar ten znajduje się w południowo-zachodniej części miasta Hajnówka w województwie podlaskim.
Graniczy od wschodu z Puszczą Białowieską. Położone są w płytkiej rozległej dolinie rzeczki Chwiszczej powstałej podczas zlodowacenia środkowopolskiego. Leży ona w krajobrazie staroglacjalnym dolin i równin akumulacyjnych, a po części bagiennym. Dolinę wyścielają gleby bielicowe oraz mułowo-bagienne. Ten niewielki obszar o pow. 104 ha charakteryzuje się stosunkowo zróżnicowaną wysokością. W najwyższym punkcie osiąga 160 m n.p.m., zaś w najniższym – 156,25.
Górniańskie Łąki można podzielić na trzy główne krajobrazy: obszary bagienne obejmujące około 35 ha, turzycowiska i łąki, ok. 30 ha, pastwiska, około 35 ha i grunty orne obejmujące ok. 10 ha pow. Górniańskich Łąk. Najcenniejszymi przyrodniczo terenami są obszary podtapiane. Są to tereny znajdujące się poniżej 157,5 m n.p.m. Wysokość zalewanych terenów jest regulowana przepustem na początku wybudowanego wału. Wybudowana grobla pozwala na utrzymanie wody do późnej jesieni.

## Flora
Po prawie czterdziestu latach od melioracji i po piętnastu latach od ponownego zalania doliny rzeczki Chwiszczej roślinność się odbudowała, być może aktualny stan jest bardziej naturalny, niż miało to miejsce ćwierć wieku temu, kiedy obszary te były eksploatowane przez rolników.
Obszary zaznaczone obok kolorem jasnoniebieskim to torfowiska, pozostałe obszary to turzycowiska, łąki i pastwiska. Są to tereny z licznymi zagłębieniami terenu o różnym stopniu zatorfienia. Przeważająca część to tereny otwarte miejscami porośnięte krzewami wierzb. Niewielkie zadrzewienia znajdują się w południowej i zachodniej części Górniańskich Łąk. Wczesną wiosną obszary zaznaczone na powyższej mapce kolorem błękitnym są w całości zalane wodami. Duża różnorodność siedlisk roślinnych rozmieszczona na różnych wysokościach, stanowi doskonałe warunki do gniazdowania i odpoczynku ptaków. Najlepiej zachowane są zbiorowiska szuwarów, zaś najgorzej – wilgotne łąki, które w okresie późno letnim na dużych powierzchniach wysychają.

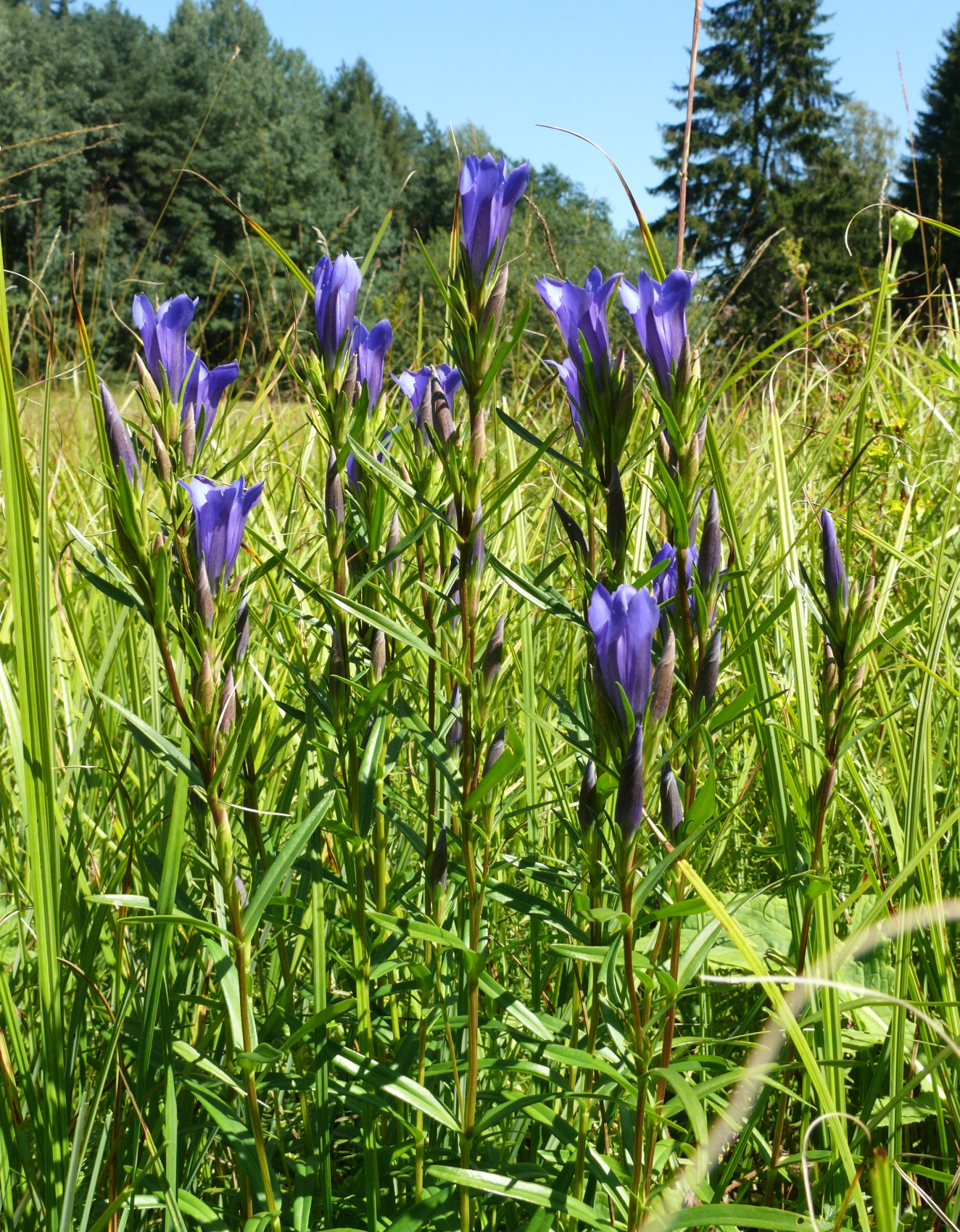
Goryczka wąskolistna

Dominującymi zbiorowiskami roślinnymi na obszarach „Górniańskich Łąk” to zbiorowiska:
- szuwarów (Phragmitetea),
- nitrofilnych bylin (Plantaginetea majoris),
- łąkowe i pastwiskowe (Molinio-Arrhenatheretea),
- wrzosowisk i muraw (Nardo-Callunetea),
- makrofitów wodnych (Potametea),
- fragmentów borów bagiennych (Vacinio-Piceetea),
- olsów (Alnetea glutinosae).

Do rzadszych gatunków roślin występujących na Łąkach Górniańskich należą:
- goryczka wąskolistna (Gentiana pneumonanthe),
- stoplamek krwisty (Dactyllorhiza incarnata),
- arnika górska (Arnica montana),
- orlik pospolity (Aquilegia vulgaris).

## Fauna

### Ssaki

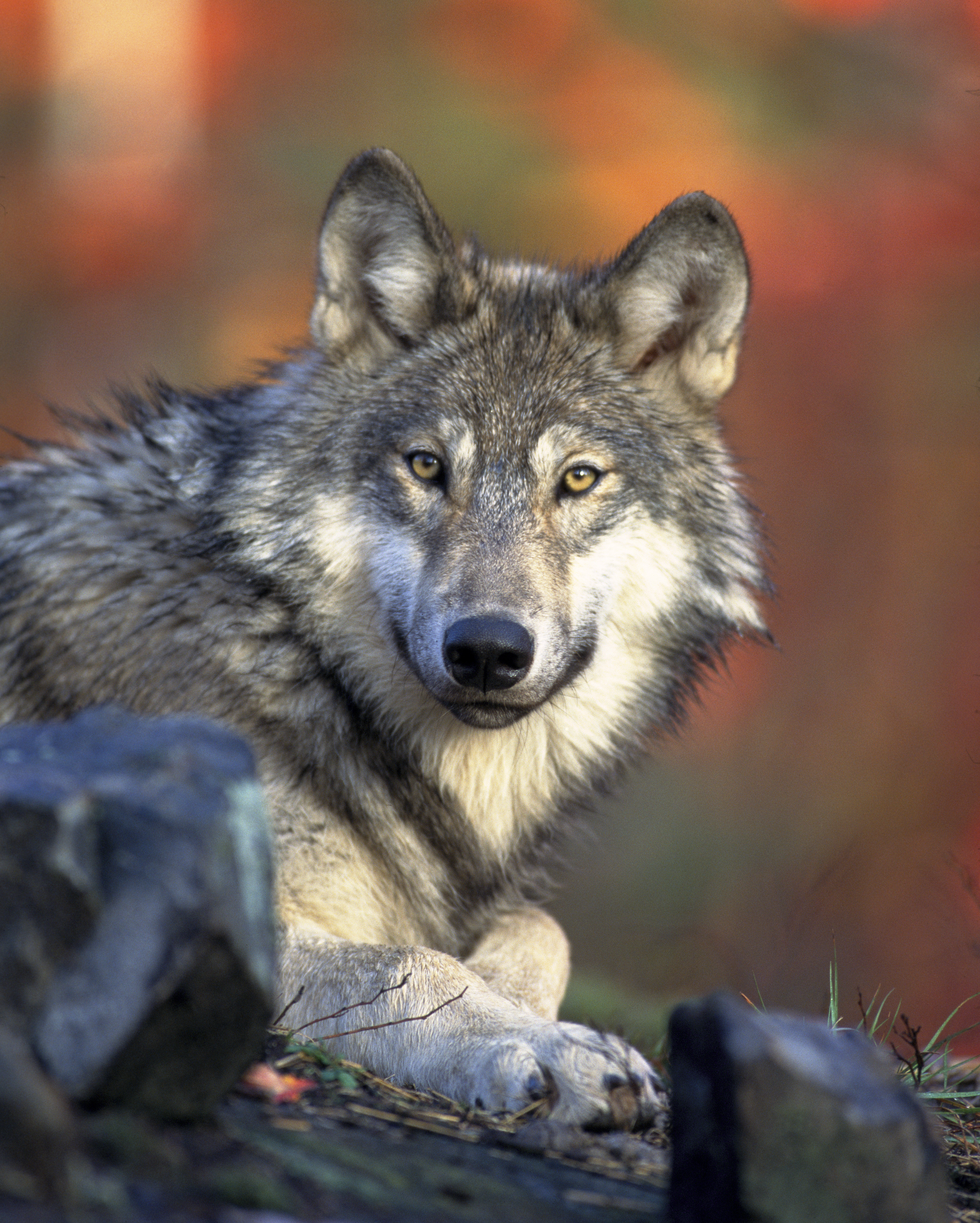
Wilk (Canis lupus)

Na terenie Górniańskich Łąk oraz w ich bliskości stwierdzono ok. 45 gatunków ssaków od największego żubra (European bison) do najmniejszego czyli ryjówki średniej, czyli białowieskiej (Sorex caecutiens). Do ciekawszych należy rzęsorek rzeczek (Neomys fodiens), który jest poza rzęsorkiem mniejszym jedynym jadowitym ssakiem w Polsce. Do dalszych gatunków tu występujących należą
- mroczek późny (Eptesicus serotinus),
- bóbr europejski (Castor fiber),
- wilk szary (Canis lupus),
- tchórz zwyczajny (Mustela putorius),
- kuna leśna (Martes martes),
- gronostaj (Martes erminea),
- popielica (Glis glis),
- borsuk (Males males).

Obszary te zamieszkują też inne bardziej pospolite ssaki, jak kilka gatunków myszy i norników. Poza żubrem łąki są odwiedzane przez jelenie, dziki. Na stałe przebywa tu 6-9 saren. Do fauny należało też zaliczyć niepożądany składnik, będący niegdyś watahą zdziczałych psów. Wyspecjalizowały się one w polowaniach na większe ptaki oraz przebywające tu sarny.

### Ptaki

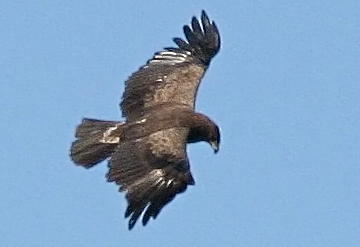
Orlik krzykliwy (Aquila pomarina)

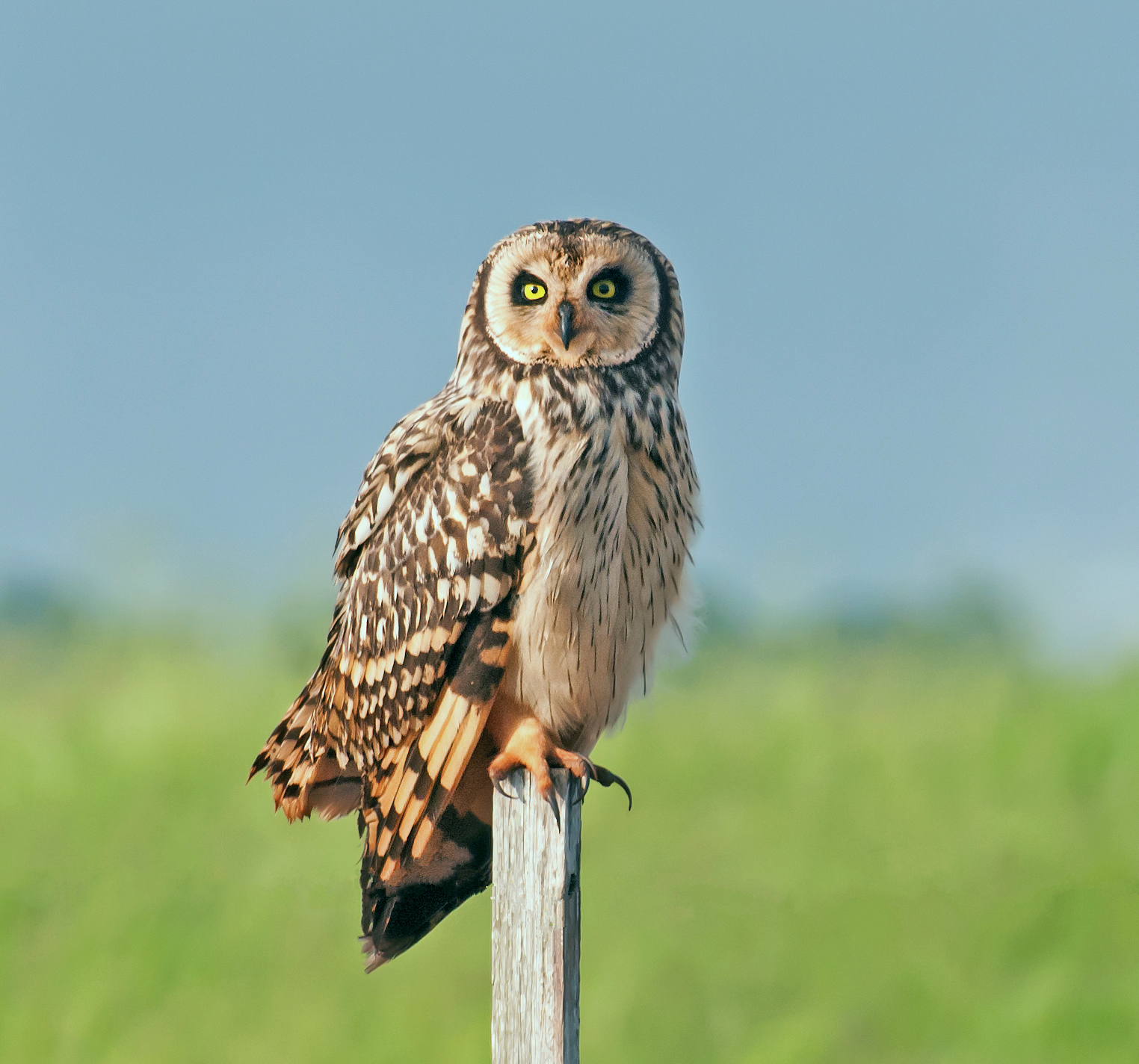
Sowa błotna (Asio flammeus)

W przeciągu ostatnich 20 lat na Górniańskich Łąkach stwierdzono łącznie ponad 210 gatunków ptaków. Gnieździło się tu ok. 80 gatunków, z czego corocznie spotyka się tu od 60 do 70 lęgowych gatunków (E. Pugacewicz) w zależności od warunków meteorologicznych, poziomu wody oraz dostępności pokarmu i miejsc gniazdowych. Występują tu ptaki charakterystyczne dla środowisk otwartych, półotwartych i leśnych, zabagnionych, umiarkowanie wilgotnych i suchych oraz typowe dla nieużytków rolnych, pól uprawnych, łąk kośnych i pastwisk. Spotkać tu można gatunki lęgowe oraz nielęgowe, wykorzystujące te obszary jako tereny łowieckie; gatunki pospolite, jak i rzadkie i ginące znajdujące się w Polskiej Czerwonej Księdze Zwierząt oraz na innych europejskich listach ochrony zwierząt.
Do najrzadszych należy zaliczyć sporadycznie lęgowego bataliona (Ph. Pugnax) i dubelta (G. media), a także lęgową corocznie wodniczkę (A. paludicola). Do zalatujących możemy zaliczyć orzełka włochatego (H. pennatus), puchacza (B. bubo) i sowę błotną (A. flammeus). Wymienione wyżej gatunki umieszczone są w Polskiej Czerwonej Księdze Zwierząt i należą do gatunków ginących lub zagrożonych.
W przeciągu ostatnich 15 lat doliny puszczańskich rzek tak zarosły krzewami i wysokimi trawami, że ptaki drapieżne nie mogą wyżywić swoich młodych. W Nadleśnictwie Hajnówka w roku 2006 z 28 gniazd orlika krzykliwego (A. pomarina) w roku 2006 wyleciały jedynie 2 młode, zaś rok później wszystkie skontrolowane lęgi skończyły się niepomyślnie – bez młodych.
Renaturalizacja Górniańskich Łąk, czyli przywrócenie poprzednich warunków środowiskowych poprzez podniesienie poziomu wód, jest istotne nie tylko dla samych Górniańskich Łąk, lecz także dla Puszczy Białowieskiej. Od wielu lat na obszarach Puszczy Białowieskiej notuje się spadek poziomu wód gruntowych, który ma fundamentalne znaczenie dla poszczególnych ekosystemów leśnych. Dotyczy to przede wszystkim lasów bagiennych, gdzie żyje większość zagrożonych i ginących gatunków zwierząt i roślin.
Spadek poziomu wód przyczynia się bezpośrednio do zmiany struktury bagiennych lasów, które przekształcają się w inne siedliska leśne co opisano wielokrotnie w literaturze. Tym samym zanikają rzadkie i ginące rośliny i zwierzęta, w tym ptaki, co ukazuje zagrożenie białowieskiej populacji orlika krzykliwego. W przeciągu ostatnich 15 lat w Puszczy Białowieskiej gnieździ się mniej; bociana czarnego (o 65%), dzięcioła trójpalczastego (o 67%), dzięcioła białogrzbietego (o 55%), kropiatki (o 70%), zielonki (o 60%).

## Projekt renaturalizacji
Kluczowym elementem w projekcie Górniańskich Łąk było oddzielenie renaturalizowanych obszarów od łąk okolicznych rolników. Problem polegał na tym, że zalewając tereny Górniańskich Łąk, zalane zostałyby tereny rolników z miejscowości Borek, którzy nie chcieli wówczas sprzedać swoich łąk. Tym samym niezbędne okazało się oddzielenie tych terenów 300-metrową groblą (przeciwpowodziową). Dokumentację geodezyjną wykonał A. Domaszewicz, zaś prace techniczne wykonał D. Ochrymiuk i P. Orzechowski. Od tego czasu różnica spiętrzenia wody na Górniańskich Łąkach do łąk rolników z Borka dochodziła do 2 m. Zmeliorowane łąki i pastwiska nabrały charakteru terenów bagiennych. Wytworzone naturalnie siedliska nabrały charakteru bagiennego, przypominającego Bagna Biebrzańskie.
W roku 2003 Polskie Towarzystwo Ochrony Pierwotnej Przyrody (PTOPP), „przejęło” projekt „Górniańskie Łąki” pozostawiony Matce Naturze. Zdaniem PTOPP Górniańskie Łąki winny spełniać dwa zadania: stworzyć bagienne i łąkowe siedliska jako miejsce rozrodu i odpoczynku zwierząt, w tym głównie ptaków oraz jako obszary dla edukacji ekologicznej i turystyki przyrodniczej. A także jako tereny odpoczynku dla mieszkańców Hajnówki. Jako że pierwszy, najważniejszy cel został osiągnięty, PTOPP postanowiło realizować pozostałe dwa cele. Tak więc stowarzyszenie pozyskało środki z Wojewódzkiego Funduszu Ochrony Środowiska i Gospodarki Wodnej w Białymstoku, a także od Miasta Hajnówki i Starostwa Powiatowego i przy pomocy Nadleśnictwa Hajnówka wybudowało wieżę widokową z wiatą służącą do dzisiaj jako miejsce obserwacji ptaków oraz zajęć z ochrony przyrody dla młodzieży z okolicznych szkół. Jesienią 2015 roku dokonano remontu wieży dzięki pomocy Programu Funduszu Inicjatyw Obywatelskich.

## Historia powstania rezerwatu

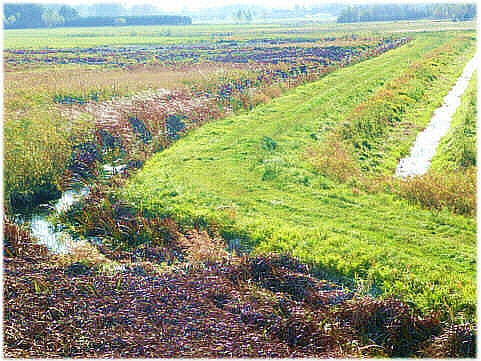
Górniańskie Łaki – grobla

Dawne źródła Chwiszczej, nawadniające Górniańskie Łąki, znajdowały się w okolicy osady Judzianka (dzisiaj dzielnica Hajnówki). W latach 60. XX wieku właściwą Chwiszczej odcięto i „przyłączono” do cieku wypływającego spod Nowosad. Stara Chwiszczej została nazwana przez Polskie Towarzystwo Ochrony Ptaków (PTOP) Carskim ciekiem. Łąki, pastwiska i bagna z lat 60. XX wieku były intensywnie spasane przez bydło z okolicznych miejscowości.
- 1988 Północnopodlaskie Towarzystwo Ochrony Ptaków wydzierżawia w październiku 1988 r. od miasta Hajnówki zdegradowane łąki o pow. ok. 100 ha będące własnością miasta. Na tych obszarach prowadzone są od dawna badania eksploracyjne ptaków przez Eugeniusza Pugacewicza.
- 1991 W dniu 25 września 1991 r. uchwałą Rady Miejskiej w Hajnówce sprzedano Górniańskie Łąki dla PTOP za połowę wartości celem stworzenia tzw. użytku ekologicznego, czyli przywrócenia stanu z lat 50. XX wieku. Renaturalizacja tych wysuszonych terenów polegała na podniesieniu wód gruntowych. PTOP wykupiło także kilkanaście hektarów łąk w północnej części rezerwatu od okolicznych rolników.
- 1991–1995 Po wykupieniu Górniańskich Łąk od miasta Hajnówki PTOP dokupiło od okolicznych rolników 26 ha na północ od zalewowej części Górniańskich Łąk, łącznie z jeziorkiem wykorzystywanym w przeszłości jako miejsce pojenia bydła domowego. Następnie przystąpiono do budowy grobli oddzielającej pastwiska rolników z Borka i Chytrej. Pozwoliło to na zalanie kilkunastu hektarów łąk, tworząc jednocześnie dawne rozlewiska rzeczki Chwiszczej, która wówczas wypływała z okolic Hajnówki (Judzianka). Pierwsze 2000 USD na Górniańskie Łąki napłynęło z zagranicy. Całość inwestycji była finansowana przez: Fundacja EkoFundusz, The Stork Fundation, Program Małych Dotacji GEF. Do powstania Górniańskich Łąk personalnie przyczynili się: Eugeniusz Pugacewicz, Dariusz Ochrymiuk, Artur Domaszewicz i częściowo Piotr Orzechowski.
- 2003 Powstaje Polskie Towarzystwo Pierwotnej Przyrody, które jako pierwsze zadanie stawia sobie za cel opracowanie i wdrożenie infrastruktury turystyczno-dydaktycznej. Dzięki finansowemu wsparciu Wojewódzkiego Funduszu Ochrony Środowiska i Gospodarki Wodnej w Białymstoku i Nadleśnictwa Hajnówka oraz starosty i burmistrza Hajnówki, w środku „Górniańskich Łąk” wzniesiona zostaje wieża widokowa na 20 osób, wiata (punkt edukacyjny) oraz tablice informacyjne.
- 2004–2009 Górniańskie Łąki zostały przekazane w zasób Lasów Państwowych, a dokładniej Nadleśnictwa Hajnówka. Tym samym powstał nowy oddział leśny 382D o pow. 104 ha o charakterze łąkowo-bagiennym oznaczonym jako Uroczysko Górne. Można więc powiedzieć, że Puszcza Białowieska powiększyła się o 104 ha. Górniańskie Łąki stają się obiektem edukacji ekologicznej oraz stałym elementem turystycznym miasta Hajnówki. Są odwiedzane przez szkolne wycieczki, mieszkańców Hajnówki i okolicznych miejscowości oraz przez turystów, głównie zagranicznych. Stało się to m.in. za umieszczeniem Górniańskich Łąk na II wydaniu mapy przyrodniczej „Puszcza Białowieska”.
- 2010 Polskie Towarzystwo Ochrony Pierwotnej Przyrody otrzymuje na okres 6 miesięcy od burmistrza miasta Hajnówki w ramach prac interwencyjnych jeden etat. W ramach przydzielonego etatu prowadzone są prace konserwacyjne na terenie Górniańskich Łąk oraz prace kameralne polegające na promowaniu Hajnówki poprzez Górniańskie Łąki poprzez niniejszy serwis, wydanie dydaktycznego folderu „Górniańskie Łąki”, nakręcenie dwóch filmów o Górniańskich Łąkach oraz promowanie Górniańskich Łąk na wydawnictwach kartograficznych, wydawnictwach turystycznych oraz w internecie. Miasto Hajnówka otrzymuje zgodę od Regionalnego Dyrektora Ochrony Środowiska w Białymstoku na lokalizację wysypiska odpadów na północny wschód od Górniańskich Łąk. Rozpoczyna się dyskusja społeczna.
- 2015 Dzięki projektowi dofinansowanemu w ramach Programu Fundusz Inicjatyw Obywatelskich – Aktywizacja edukacji i turystyki przyrodniczej na „Górniańskich Łąkach” – wykonano remont wieży widokowej. Naprawiono też mostek prowadzący do wieży i postawiono nową tablicę informacyjną przy ścieżce rowerowej na Perejewie. Koszt dofinansowania wyniósł 2500 zł.